# Flatoides enota
Flatoides enota är en insektsart som först beskrevs av Van Duzee 1923.  Flatoides enota ingår i släktet Flatoides och familjen Flatidae. Inga underarter finns listade i Catalogue of Life.